# آیدل‌دیل (کلرادو)
آیدل‌دیل (به انگلیسی: Idledale) یک منطقهٔ مسکونی در ایالات متحده آمریکا است که در شهرستان جفرسون، کلرادو واقع شده‌است. آیدل‌دیل ۰٫۷۲ کیلومتر مربع مساحت و ۲۵۲ نفر جمعیت دارد و ۱٬۹۷۰٫۸۶ متر بالاتر از سطح دریا واقع شده‌است.